# Use Your Nose
Use Your Nose är det svenska punkrockbandet Millencolins första EP, utgiven 4 december 1993 på Burning Heart Records. Samtliga låtar från albumet inkluderas senare på samlingsalbumet The Melancholy Collection (1999).
Frasen "use your nose" refererar till ett skateboardtrick där skatearen glider med skateboardens nos/framdel. Tricket kan beskådas på albumets framsida.

## Låtlista
1. "In a Room" – 3:00
2. "Pain" – 2:24
3. "Shake Me" – 2:20
4. "Melack" – 2:16
5. "Nosepicker" – 3:38
6. "Use Your Nose" (dolt spår) – 1:36

## Medverkande musiker
- Nikola Sarcevic - sång, bas
- Erik Ohlsson - gitarr
- Mathias Färm - gitarr
- Fredrik Larzon - trummor